# Girolamo Mei
Girolamo Mei (Florence, 27 mei 1519 - Rome, juli 1594) was een Italiaans historicus en humanist, beroemd in de muziekgeschiedenis voor het verstrekken van de intellectuele impuls aan de Florentijnse Camerata, die probeerde het Oud-Griekse muziekdrama te doen herleven. 
Girolamo Mei was de eerste Europeaan na Boëthius die een uitvoerige studie maakte van de oude Griekse muziektheorie. Hij schreef zijn bevindingen neer in een voor de muziekgeschiedenis belangrijke verhandeling, De modis musicis antiquorum.